# Bandera de Santa Pau
La bandera oficial de Santa Pau té la següent descripció:
Bandera apaïsada, de proporcions dos d'alt per tres de llarg, faixada de tres peces blanques i tres de vermelles.
Va ser aprovada el 30 de desembre de 2011 i publicada al DOGC el 24 de gener de 2012 dins el número 6051.
Està basada en l'escut heràldic de la localitat.